# 宋宓
宋宓（1625年9月10日—1687年1月15日），原名德寬，改名德宸，再改名宓，字御之，號儉齋，南直隸蘇州府長洲縣人，清初大學士宋德宜長兄，以孝義與文學著稱。

## 生平
宋宓來自蘇州長洲宋氏家族，為宋學朱長子，母為王憲和女。宋宓有二弟宋德宜及三弟宋德宏。宋宓於崇禎十一年（1638年）補博士弟子員，十二年（1639年）父親宋學朱在山東濟南守城殉國，母親王氏令宋宓隨叔父北上尋找父親骸骨，苦尋不得，只能招魂返葬。回鄉後與兩弟發奮讀書，三兄弟在吳中有文譽，一時有“三宋”之稱。宋宓曾於康熙十三年（1674年）五十大壽之際發起山塘中秋唱和雅集，有《山塘唱和詩》文集流傳。十六年（1677年）丁巳科順天鄉試舉人。宋宓以子宋廣業、宋定業贈光祿大夫，著有《存笥稿》（尤侗有序)及《玉壺堂詩集》（計東有序）等書。

## 家庭
夫人為管志道曾孫女、管正傳妹（1625-1710）；側室周氏。有四子：宋達心（幼殤）、宋廣業、宋定業（出嗣叔父宋德宏）及宋紹業。還有四女：長女嫁吳之佳曾孫吳諶；次女嫁葉紹顒孫葉舒球；三女嫁江之訓；四女嫁金之法。